# 张元龙
张元龙（1948年6月—），天津人，汉族，中华人民共和国政治人物，南开系列学校创始人張伯苓嫡孙，曾任全国工商联副主席、天津市工商联主席、天津市人大常委会副主任、中国侨联副主席，第十一届全国政协委员。

## 生平
2008年，当选第十一届全国政协委员，代表中华全国工商业联合会，分入第二十二组。并担任经济委员会专委。